# 贝洛纳
贝洛纳（義大利語：Bellona），是意大利卡塞塔省的一个市镇。总面积11平方公里，人口5876人，人口密度534.2人/平方公里（2009年）。ISTAT代码为061007。

## 友好城市
- 法國 克勒兹河畔阿让通